# 平原敬作

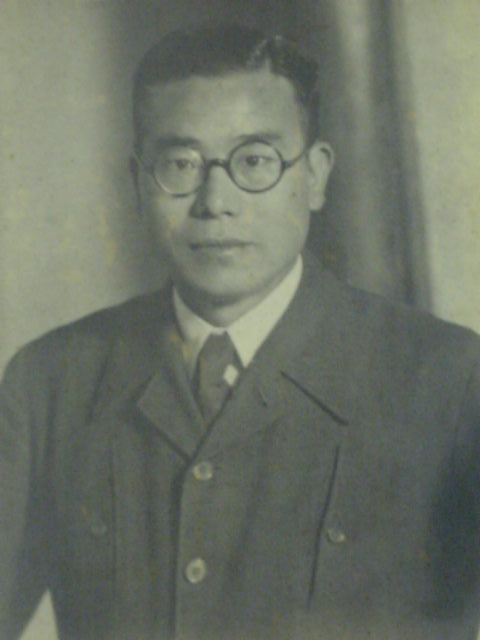

平原 敬作（ひらはら けいさく、1902年8月20日 - 1947年4月28日）は日本の土木技師。
東京市職員として、同市公園課勤務時代、恩賜上野動物園の猿山や、伊豆大島の黒潮小屋(現・椿資料館)、1941年には西郷隆盛の甥、従徳の渋谷邸を設計。

## 人物概要
新潟県西蒲原郡角田村大字四ツ郷屋で生まれる。
平原家は宝暦事件・明和事件で八丈島へ流罪(三宅島にて病死)となった竹内式部の子供の竹内主計が訴追を逃れ、平原家の人別に入り名前を変えたと伝えられているが、菩提寺の火事により資料が焼失してしまった為、詳細は不明。
早稲田大学理工学部建築科卒業。以後東京市公園課に勤務。戦時中は技師であったことにより徴兵は免除された。
西郷従徳邸を設計した際、書画を礼として数点授与された。が、そのうち現存するものは2015年時点で二点。骨董店に売却され、その後は一般商品として転売された。
1934年結婚。自身に子はできず、公園課の上司のつてで1943年に養子をとるが1947年に死去。公園課の有志により現・都立多摩霊園に埋葬される。2015年遺族により都外へ移転。